# 窦国仁
窦国仁（1932年11月16日—2001年5月22日），男，满族，辽宁北镇人，中国泥沙及河流动力学专家。南京水利科学研究院名誉院长、高级工程师。

## 生平
1951年毕业于北京师大附中二部，1956年毕业于苏联列宁格勒水运学院，1959年获副博士学位，1960年获技术科学博士学位。1991当选为中国科学院院士（学部委员）。